# مانويل مارتينز دا سوزا
مانويل مارتينز دا سوزا هو لاعب كرة قدم برازيلي في مركز الهجوم، ولد في 5 فبراير 1941. لعب مع نادي سانتوس.